# Piscine du Cours de la République
La piscine du Cours de la République se trouve au Havre, en Seine-Maritime. Piscine municipale de centre ville, elle se trouve dans le quartier Danton à proximité de la gare ferroviaire. La fréquentation moyenne est de 80 000 personnes par an, dont de nombreux scolaires. Située au 37 cours de la République, la piscine est desservie par le tramway du Havre. Les deux stations de bus les plus proches sont la gare et l'université (lignes 3, 5, 6, 109, 110, 111 pour la première ; lignes 1, 8, 9, 11 pour la seconde).

## Histoire

### Le contexte des années 1930
En 1936, la coalition du Front populaire remporte les élections législatives. Le gouvernement de Léon Blum est formé : Léo Lagrange est nommé sous-secrétaire d'État à la jeunesse et aux loisirs. De nombreuses piscines publiques sont alors aménagées à son initiative. Dès juin 1936, des lois sont votées afin d'accroitre le temps libre et développer les loisirs (réduction du temps de travail à quarante heures hebdomadaires, instauration des congés payés).

### Construction
L'édifice a été érigé en 1937 par André Lenoble. La façade était ornée de deux statues monumentales en bronze réalisées par Alphonse Saladin ; ces sculptures en ronde bosse représentaient des baigneurs et ont été fondues par les Allemands pendant la Seconde Guerre mondiale en 1942. Le bâtiment a subi deux importantes rénovations, l'une en 1977 et l'autre en 2009. La piscine est fermée au public pendant ces travaux qui ont duré jusqu'en septembre 2012 et ont coûté six millions d'euros. Les deux statues en bronzes ont été installées en présence du fils du sculpteur Alphonse Saladin. Le toit de l'édifice est équipé en panneaux solaires. 

## Description
Après les travaux, la façade en marbre a retrouvé son aspect originel de style Art Déco. Le bâtiment a une allure massive. Le toit est plat. L'entrée principale n'est pas située au centre, mais elle est décalée à gauche. Elle est large et elle est encadrée par deux colonnes. La façade est constituée de murs lisses ornés de frises de chevrons alternant sur toute la surface. Les mots « piscine municipale » en lettres dorées sont écrits en suivant la police d'écriture caractéristique du style Art Déco. Deux bandeaux horizontaux de fenêtres éclairent les étages inférieurs. 
Deux statues sont installées en hauteur et encadrent l'entrée principale. Ce sont des répliques en bronze des statues du sculpteur havrais Alphonse Saladin. Elles ont été financées grâce à une souscription lancée par la Fondation du patrimoine en 2012. Les répliques ont pu être réalisée à partir des sculptures en plâtre conservée au Musée d'Art Moderne André-Malraux du Havre. Elles ont coûté 90 000 euros et ont été fondues dans les ateliers de la fonderie de Coubertin, à Saint-Rémy-Lès-Chevreuse, dans le département des Yvelines. Elles pèsent environ 500 kg.
À l'intérieur, le grand bassin mesure 12,50 mètres sur 25 mètres. Deux panneaux sont installés : ils reproduisent les esquisses des décorations prévues en 1936 et réalisées par peintre de Bolbec, Jean Lasne.